# Vultures of Society
Vultures of Society è un film muto del 1916 diretto da Arthur Berthelet e da E.H. Calvert. Le protagoniste femminili sono Lillian Drew e Marguerite Clayton che affiancano Calvert. Quest'ultimo non solo firma la regia ma anche la sceneggiatura che è tratta da una storia dello scrittore e commediografo Richard Goodall.

## Produzione
Il film fu prodotto dalla Essanay Film Manufacturing Company.

## Distribuzione
Il copyright del film venne registrato il 29 gennaio 1916. Distribuito dalla V-L-S-E, il film uscì nelle sale cinematografiche USA il 14 febbraio di quell'anno.
Viene citato in New York Dramatic Mirror  del 29 gennaio (pag. 64) e del 12 febbraio 1916 (pag. 28).